# Saint-Bonnet-de-Vieille-Vigne
Saint-Bonnet-de-Vieille-Vigne är en kommun i departementet Saône-et-Loire i regionen Bourgogne-Franche-Comté i östra Frankrike. Kommunen ligger i kantonen Palinges som tillhör arrondissementet Charolles. År 2022 hade Saint-Bonnet-de-Vieille-Vigne 217 invånare.

## Befolkningsutveckling
Antalet invånare i kommunen Saint-Bonnet-de-Vieille-Vigne
| Referens: INSEE |